# Белопоясный стриж
Белопоясный стриж, или белопоясничный стриж (лат. Apus pacificus) — перелётная птица, обитающая в Восточной Азии. Проводит зиму в Юго-Восточной Азии и Австралии. Основной звук белопоясного стрижа — визг, типичный для его семейства. Этот вид — один из группы тесно связанных азиатских стрижей, раньше рассматриваемых как один вид. 

## Описание
Общая форма птицы и черноватое оперение схожи с обычным стрижом, от которого отличают только белая полоса на задней части тела и в большой степени на нижней части. Самки и самцы выглядят идентично. Молодых птиц можно определить по бледным краям перьев на крыльях, которые отсутствуют у взрослых птиц. 

## Ареал
Белопоясничный стриж обитает в широком спектре климатических зон и сред обитания. Кроме Азии, зарегистрирован в США и Новой Зеландии, и так же единичные случаи в Европе — в Дании, Испании, Швеции и Великобритании. 

## Размножение
Размножается в защищенных местах, таких как пещеры, естественные горные щели или под крышами зданий. 

### Гнездо
Гнездо — полушарие из сухой травы и других материалов, собранных в полете, зацементированное слюной и прикреплённое к вертикальной поверхности.  

### Кладка и птенцы
В кладке два или три белых яйца, инкубационный период — приблизительно 17 дней. Затем птенцы проводят длительный (но переменный) период в гнезде, прежде чем они будут полностью оперены. Если родители не могут найти достаточно еды во время плохой погоды, молодёжь может выжить в течение многих дней, не питаясь, усваивая жировую прослойку. 

## Рацион
Как все виды из семейства, белопоясничный стриж питается исключительно насекомыми, пойманными в полете. Он охотится больше, чем большинство других стрижей, за исключением иглохвостого стрижа.

## Охранный статус
Белопоясничный стриж обладает обширным ареалом размножения и значительной популяцией, сталкиваясь с немногочисленными угрозами со стороны хищников или деятельности человека.